# Neil Walker (natation)
Pour les articles homonymes, voir Walker.
Neil Scott Walker est un nageur américain né le 25 juin 1976 à Verona (Wisconsin). Multiple médaillé olympique en relais, dont deux fois en or et champion du monde (notamment 3 titres individuels en petit bassin), il a été détenteur de plusieurs records du monde.

## Biographie
Il devient champion du monde en 1998 avec ses coéquipiers du relais 4 × 100 m nage libre, épreuve qu'il remporte de nouveau en 2005 et 2007.
Sa meilleure performance individuelle date de 2000, remportant trois titres mondiaux en petit bassin sur le 50 m dos, le 100 m dos et le 100 m quatre nages, à chaque fois battant le record du monde.
Aux Jeux olympiques d'été de 2000 et 2004, il court les séries du relais 4 × 100 m quatre nages, dont les Américains remportent ensuite la finale et donc Walker est récompensé avec la médaille d'or.
Il se retire de la compétition de haut niveau en 2008, après des sélections olympiques américaines sans succès.

## Palmarès

### Jeux olympiques
- Jeux olympiques d'été de 2000 à Sydney :
  -  Médaille d'or du relais 4 × 100 m quatre nages.
  -  Médaille d'argent du relais 4 × 100 m nage libre.
- Jeux olympiques d'été de 2004 à Athènes :
  -  Médaille d'or du relais 4 × 100 m quatre nages.
  -  Médaille de bronze du relais 4 × 100 m nage libre.

### Championnats du monde en grand bassin
- Championnats du monde 1998 à Perth
  -  Médaille d'or au relais 4 × 100 m nage libre.
  -  Médaille d'argent du relais 4 × 100 m quatre nages.
- Championnats du monde 2003 à Barcelone :
  -  Médaille d'argent du relais 4 × 100 m nage libre.
- Championnats du monde 2005 à Montreal
  -  Médaille d'or du relais 4 × 100 m quatre nages.
  -  Médaille d'or au relais 4 × 100 m nage libre.
- Championnats du monde 2007 à Melbourne
  -  Médaille d'or au relais 4 × 100 m nage libre.

### Championnats du monde en petit bassin
- Championnats du monde 2000 à Athènes :
  -  Médaille d'or au 50 m dos.
  -  Médaille d'or au 100 m dos.
  -  Médaille d'or au 100 m quatre nages.
  -  Médaille d'or au relais 4 × 200 m nage libre.
  -  Médaille d'or au relais 4 × 100 m quatre nages.
  -  Médaille d'argent du 50 m papillon.
  -  Médaille d'argent du relais 4 × 100 m nage libre.
- Championnats du monde 2004 à Indianapolis :
  -  Médaille d'or du relais 4 × 100 m nage libre.

### Championnats pan-pacifiques
- Championnats pan-pacifiques 1997 à Fukuoka :
  -  Médaille d'or du 100 m papillon.
  -  Médaille d'or du relais 4 × 100 m nage libre.
  -  Médaille d'or du relais 4 × 100 quatre nages.
  -  Médaille d'argent du 100 m dos.
  -  Médaille d'argent du 100 m nage libre.
- Championnats pan-pacifiques 1999 à Sydney :
  -  Médaille d'or du relais 4 × 100 quatre nages.
  -  Médaille d'argent du relais 4 × 100 m nage libre .
  -  Médaille d'argent du 100 m nage libre.
- Championnats pan-pacifiques 2006 à Victoria :
  -  Médaille d'or du relais 4 × 100 quatre nages.